# Clínicas (métro de São Paulo)
Clínicas (en portugais : Estação Clínicas), est une station de la ligne 2 (Verte) du métro de São Paulo. Elle est accessible 555, Avenida Doutor Arnaldo, dans le quartier de Jardim Paulista à São Paulo au Brésil.
Elle dessert, notamment, l'Hôpital des Cliniques de l'Université de São Paulo (pt).

## Situation sur le réseau

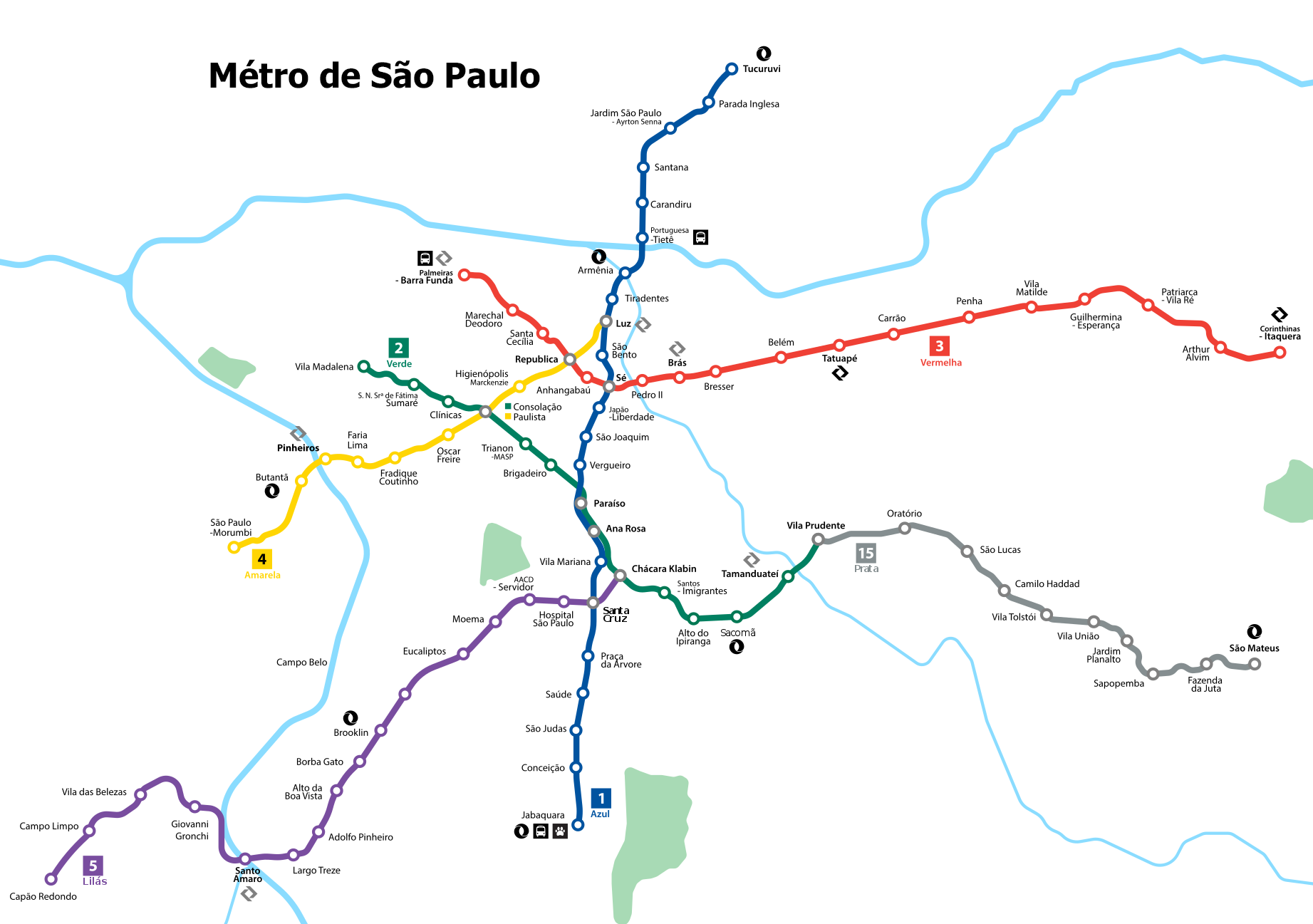
Plan du Métro de São Paulo 2020.

Établie en aérien, la station Clínicas est située sur la ligne 2 du métro de São Paulo (Verte), entre les stations Santuário Nossa Senhora de Fátima-Sumaré, en direction du terminus Vila Madalena, et Consolação, en direction du terminus JVila Prudente.

## Histoire
La station Clínicas est inaugurée le 12 septembre 1992. C'est une station souterraine composée d'une mezzanine de distribution et de quais latéraux avec structure en béton apparent. Elle est accessible aux personnes à la mobilité réduite. Elle dispose de 9,510 m2 de surface construite et est prévue pour un transit maximum de vingt mille voyageurs par heure, en heure de pointe. Un cheminement, passant par un tunnel, la relie au complexe hospitalier de l'Hôpital das Clínicas, Université de São Paulo (pt).

## Services aux voyageurs

### Accès et accueil
Son accès principal est situé au 555, Avenida Doutor Arnaldo. Elle est accessible aux personnes à la mobilité réduite. Elle dispose d'une relation direct, par un tunnel, avec l'Hôpital das Clínicas, Université de São Paulo (pt).

### Desserte
| Ligne                         | Terminus                      | Longueur (km) | Stations | Durée du voyage (min) | Opération (*)                                                       |
| ----------------------------- | ----------------------------- | ------------- | -------- | --------------------- | ------------------------------------------------------------------- |
| Ligne 2 du métro de São Paulo | Vila Madalena ↔ Vila Prudente | 14,7          | 14       | 28                    | Tous les jours, de 4h40 à 12h32; Les samedis jusqu'à 1h le dimanche |

Installations et desserte
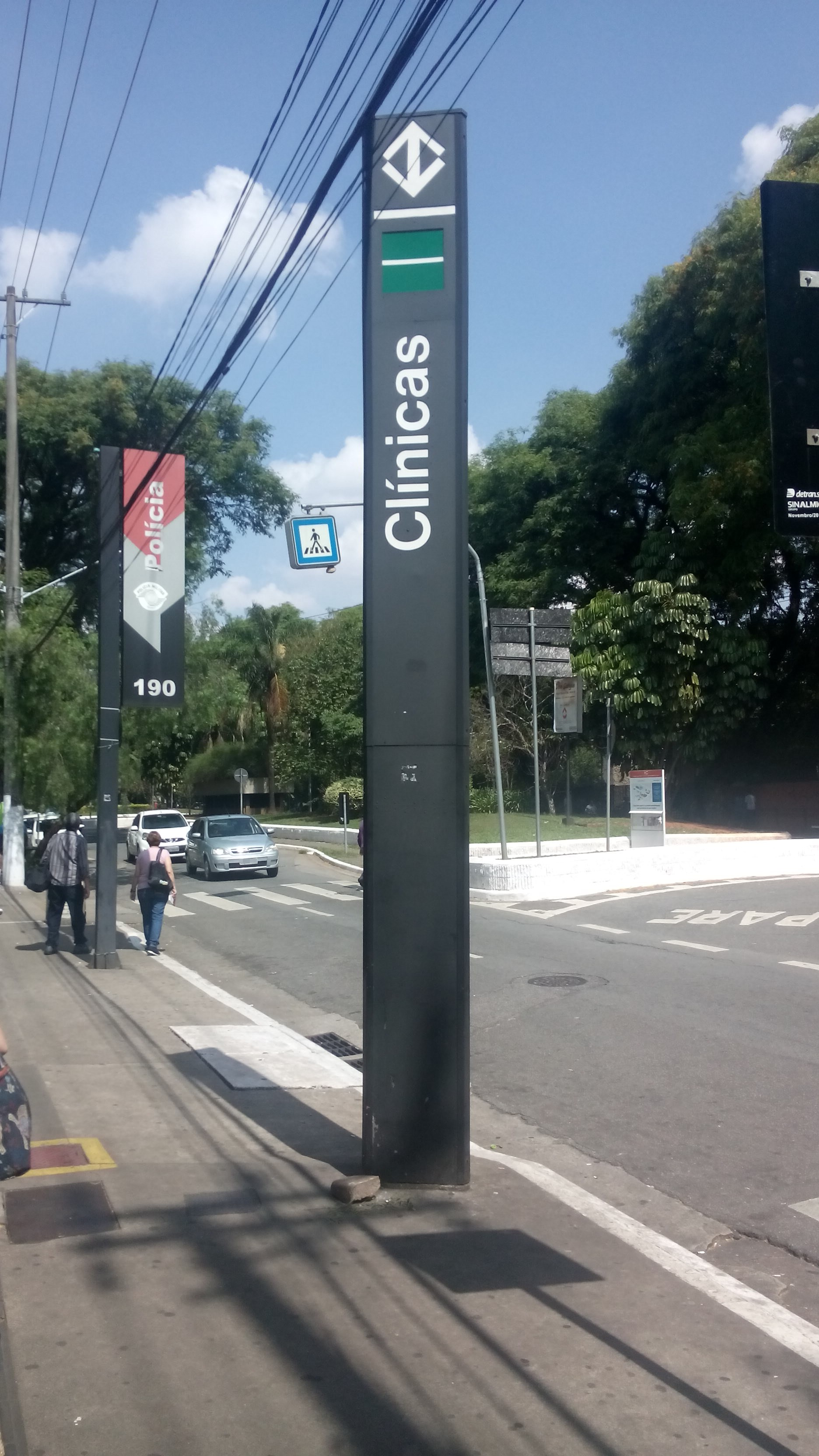
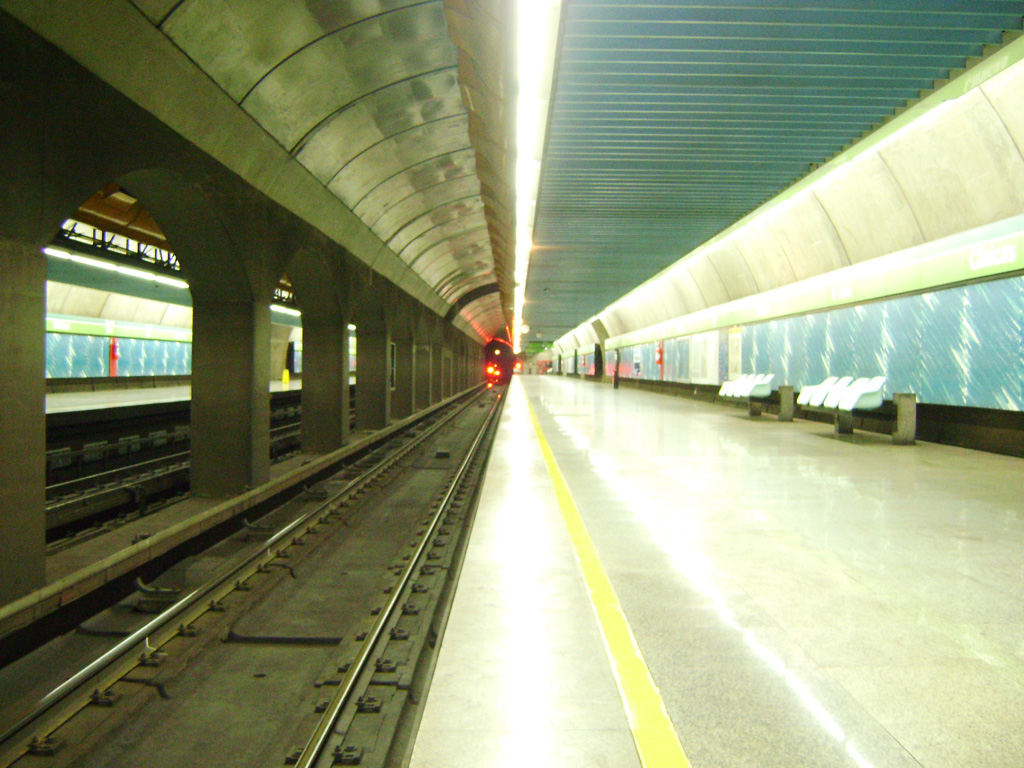
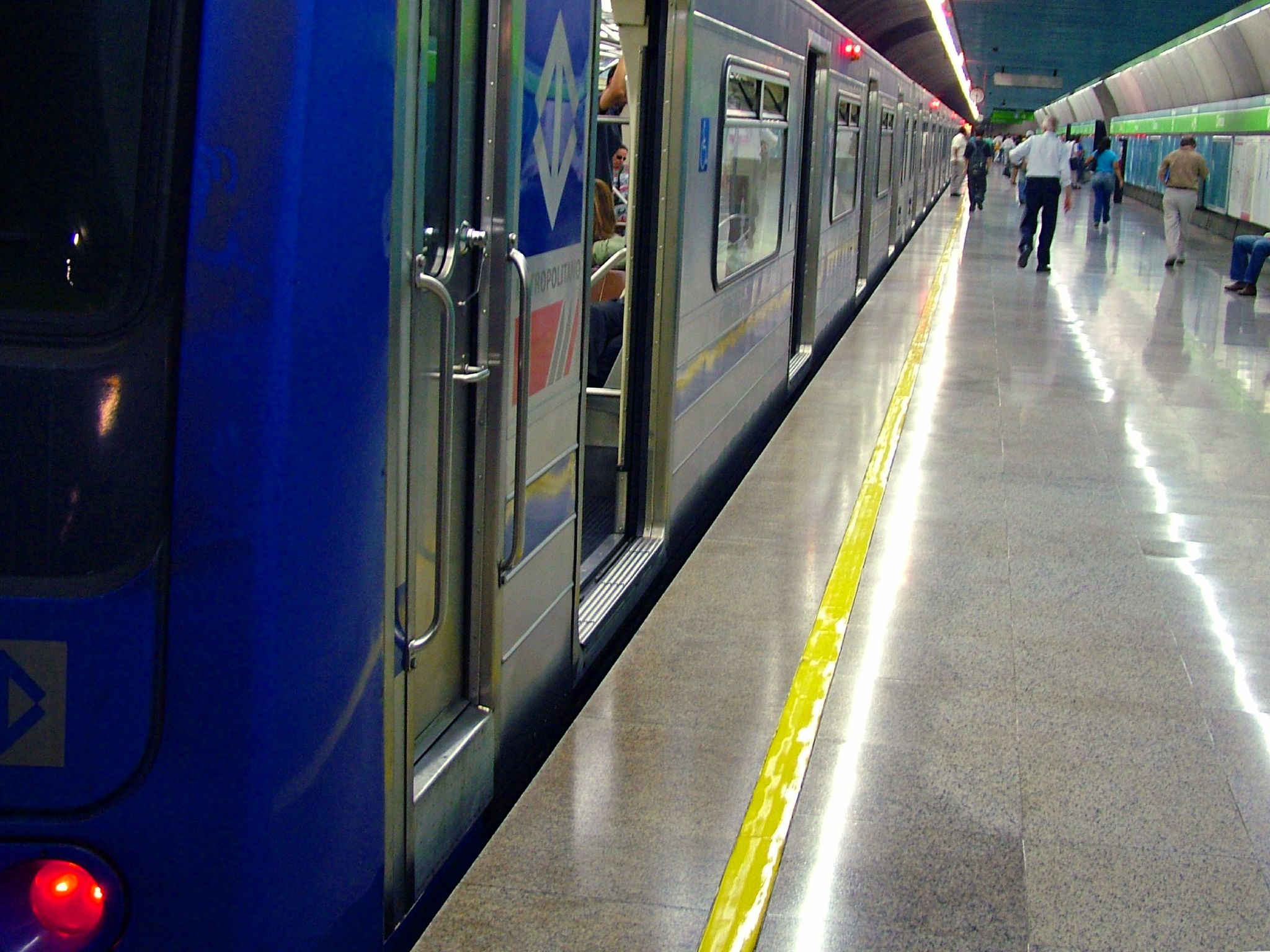

## À proximité
- Hôpital das Clínicas de l'Université de São Paulo (pt)

## Art dans le métro
Elle dispose des œuvres de deux artistes : Jogo de Dados de Geraldo de Barros, réalisée en 1991, est constitué d'un panneau en colle plastique laminée de 2,63 m de hauteur sur 21,70 m de longueur. Elle est installée dans la mezzanine ;  et O Ventre da Vida, de Denise Milan et Ary Perez, créée en 1993, elle utilise une technique mixte assemblant divers matériaux : cristaux de roche, fibres optiques et système électrique, elle fait 1,50 m de diamètre. Elle est située dans le couloir d'accès à l'hôpital.

Détails de Jogo de Dados dû à Geraldo de Barros
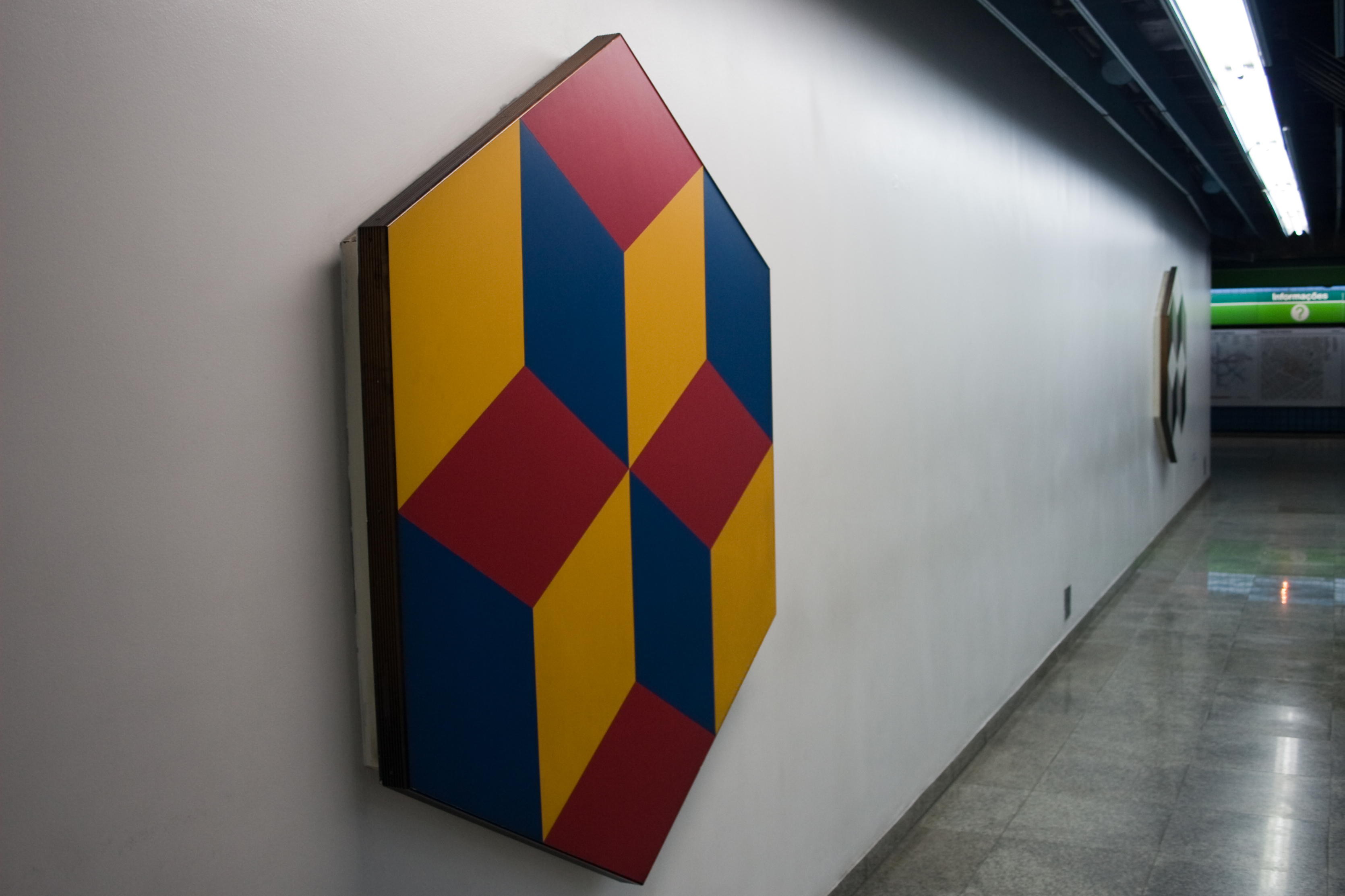
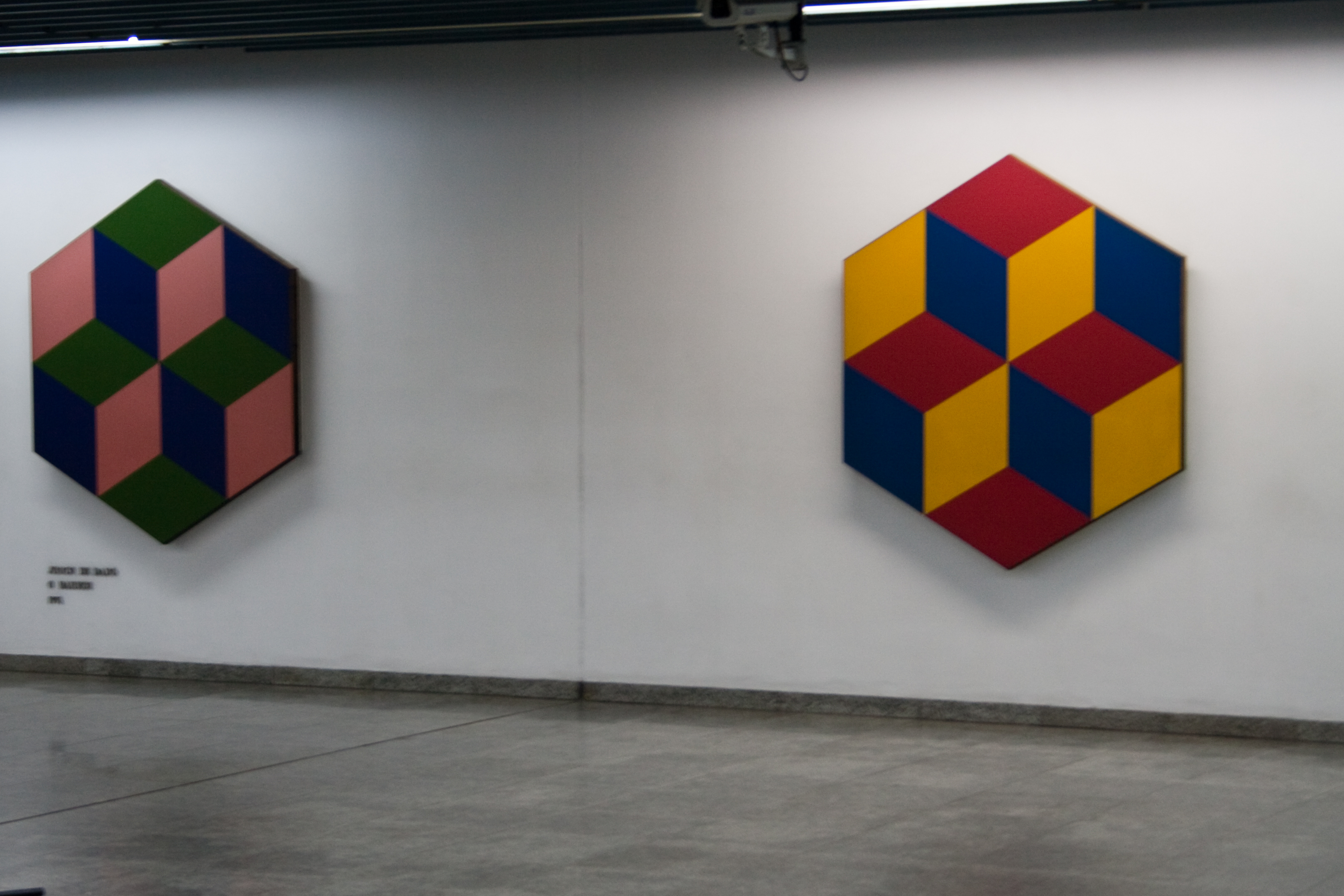
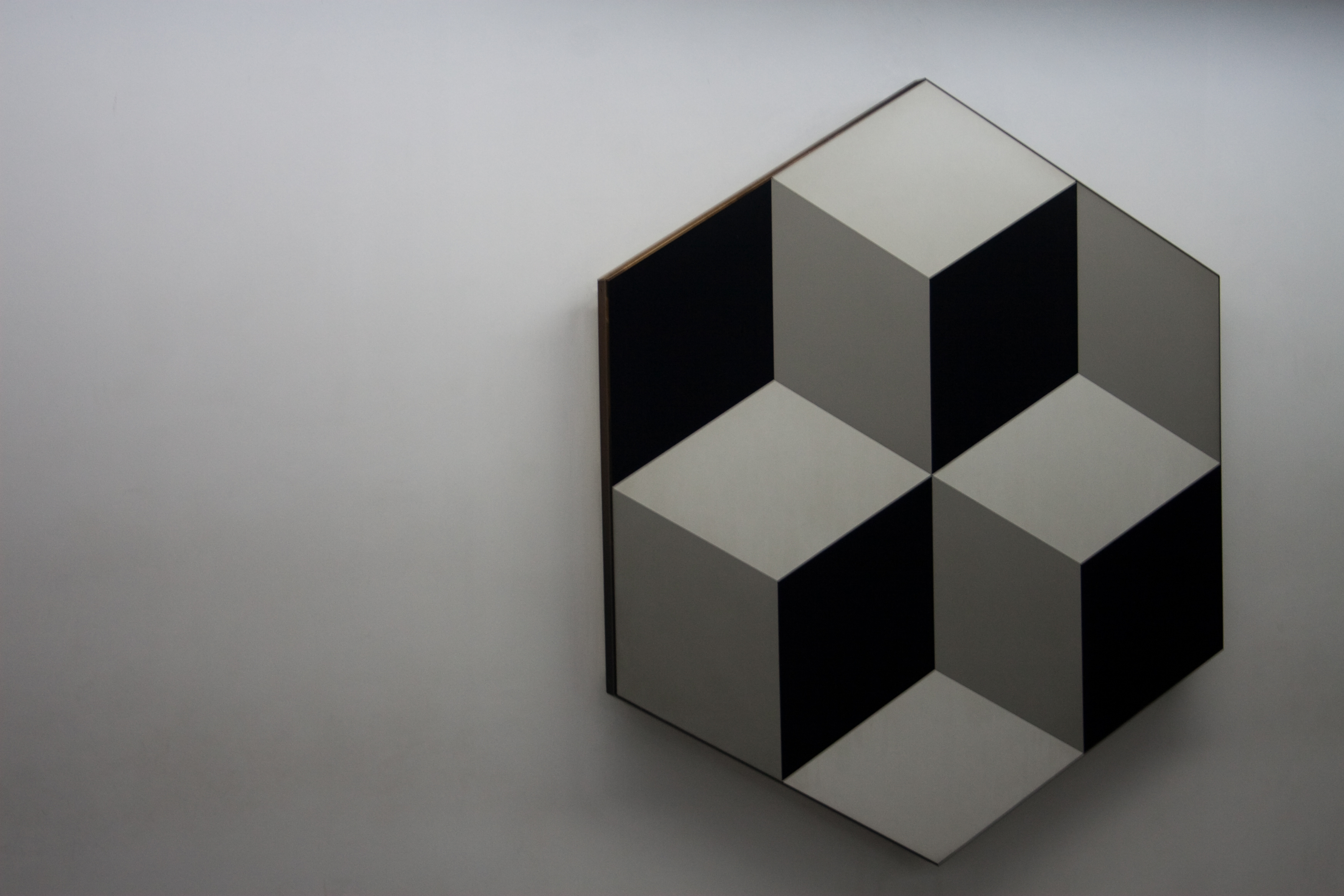